# Aethomys granti
Aethomys granti är en däggdjursart som först beskrevs av Wroughton 1908.  Aethomys granti ingår i släktet Aethomys och familjen råttdjur. IUCN kategoriserar arten globalt som livskraftig. Inga underarter finns listade.
Djuret listas ibland i släktet Micaelamys.
Arten är med en kroppslängd (huvud och bål) av 93 till 125 mm och med en 96 till 138 mm lång svans en liten medlem av släktet Aethomys. Viktuppgifter saknas. På ovansidan har pälsen en gulbrun till mörkbrun färg och undersidans päls är ljusgrå till gulgrå. De mörka borstarna på den rödbrun till svartbruna svansen är tydlig synliga och längre vid svansspetsen. Honor har 6 spenar på bröstet och bukens främre del samt 4 spenar vid ljumsken.
Denna gnagare förekommer i regionen Karoo i Sydafrika. Området är klippig och främst täckt av buskar.